# Tchatkalophantes kungei
Tchatkalophantes kungei là một loài nhện trong họ Linyphiidae. Loài này được phát hiện ở Kyrgyzstan.